# Ciambar (plaats)
Ciambar is een bestuurslaag in het regentschap Sukabumi van de provincie West-Java, Indonesië. Ciambar telt 6002 inwoners (volkstelling 2010).